# Storie di Damone e Tirsi
Le Storie di Damone e Tirsi sono due tavolette eseguite da Andrea Previtali tra il 1505 e il 1510 conservate presso la National Gallery di Londra, che presentano su quattro parti la raffigurazione delle storie di Damone e Tirsi,  che probabilmente dovevano completare il mobile di qualche ricco veneziano.

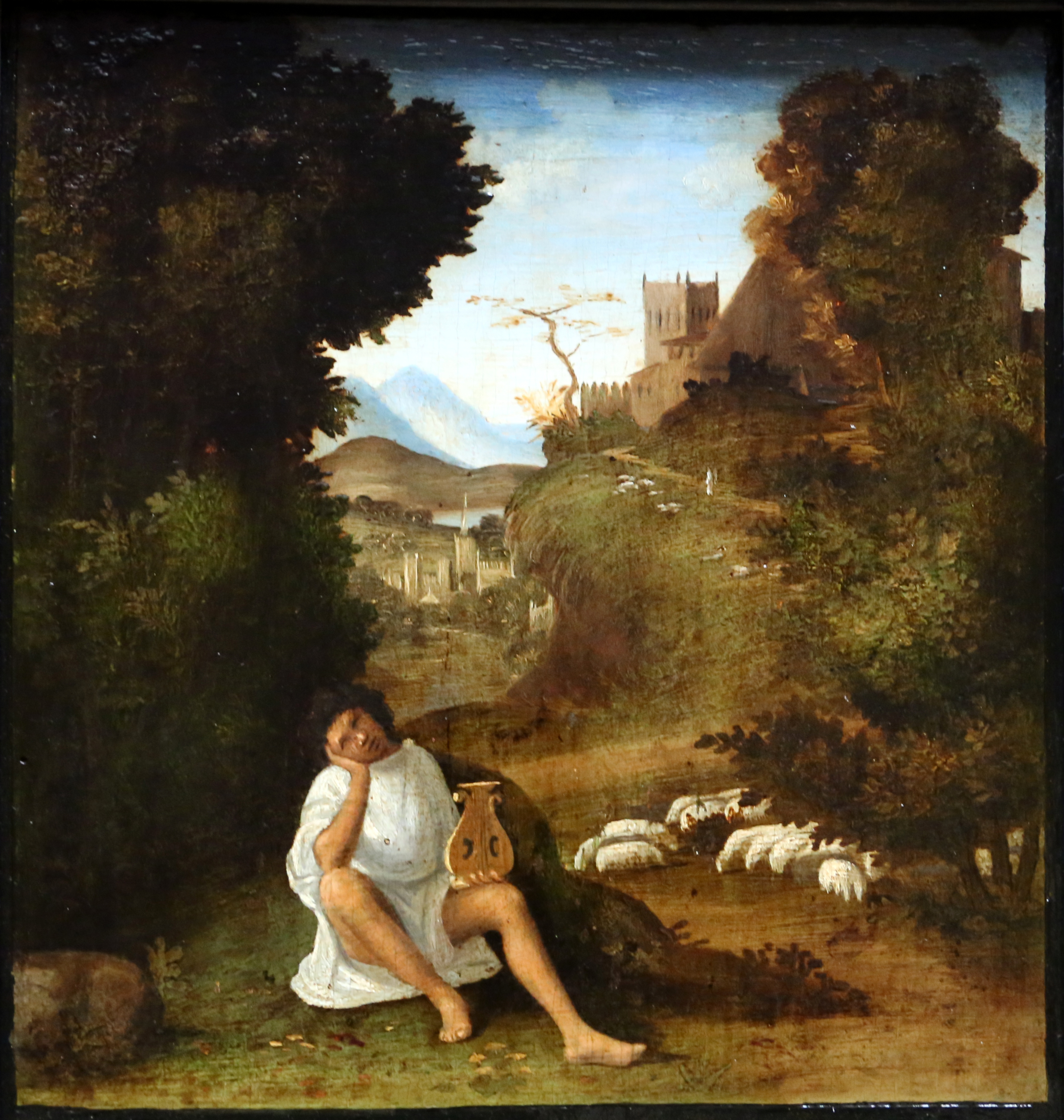
Andrea Previtali, scene dalle egloghe di tebaldeo, la storia di Damone

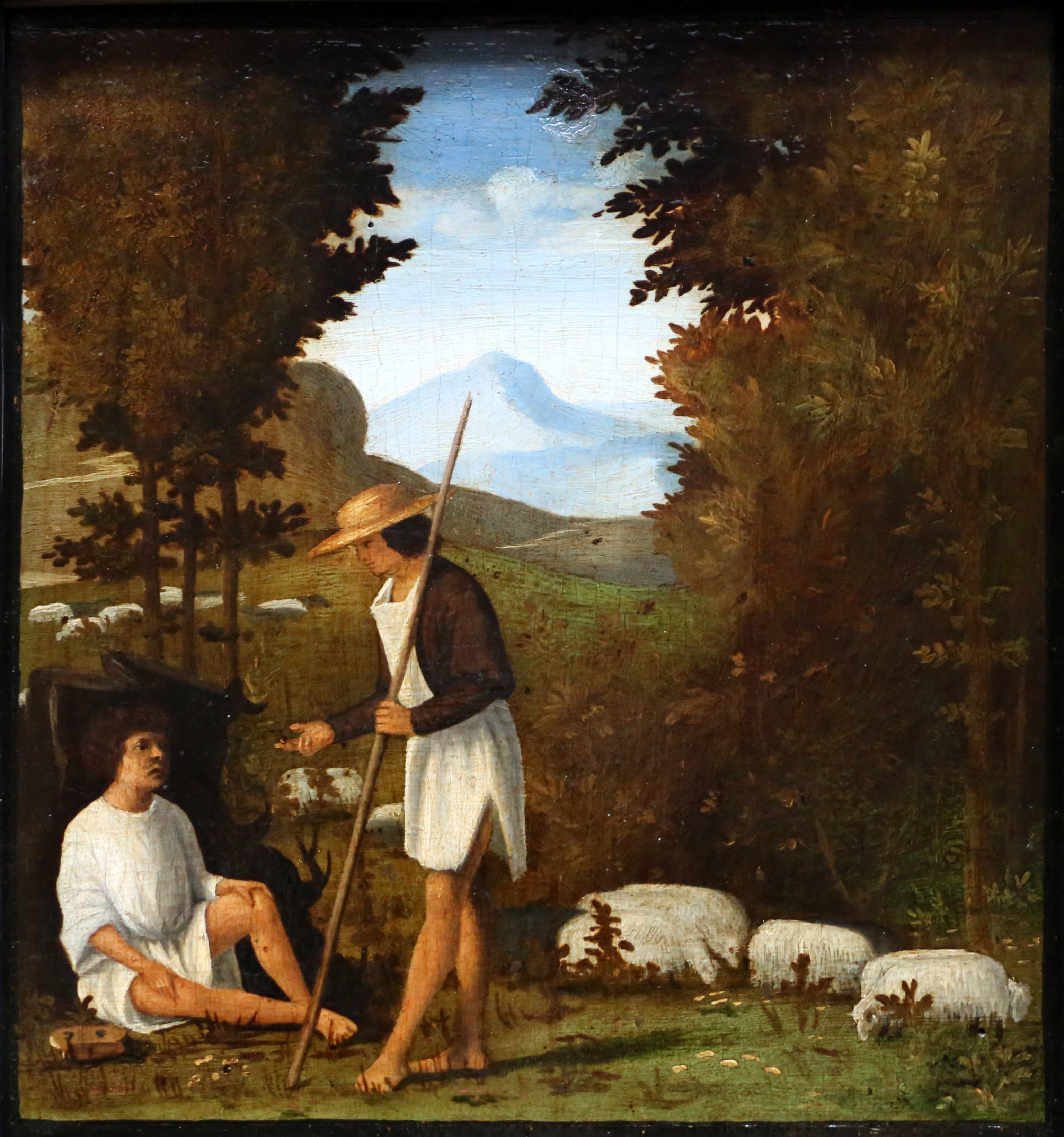
Tirsi chiede a Damone la causa della sua sofferenza

## Storia
Nel 1502 il ferrarese Antonio Tebaldeo aveva pubblicato a Venezia un'egloga con le storie di Damone e Tirsi, e come per altre tavolette eseguite dal Bellini, il giovane Previtali, bergamasco di nascita, ma veneziano di adozione, che lavorava alla bottega del pittore veneziano, ne riportò la storia su tavolette che avrebbero fatto parte di un mobile di una non identificata famiglia nobile veneziana.
I quadretti furono inizialmente assegnati al Giorgione per la raffinata raffigurazione ambientale che riproduce il sentimento partorale della cultura greco-latina, e come lavoro giorgiano furono acquistati nel 1938 dal direttore della pinacoteca londinese Kenneth Clark, ad un prezzo elevato. Ne seguì un vero caso controverso Giorgione Controversy, ma la perfetta corrispondenza con il pastore raffigurato nella Madonna col Bambino conservato presso il museo di Detroit, opera firmata ma non datata, sono stati definitivamente considerati lavori del Previtali, sicuramente del suo periodo giovanile. Il pittore, studiando alla bottega del Bellini poté avvicinare gli artisti e le pitture più importanti del suo tempo, e data la sua grande capacità di apprendimento e di studio riuscì sempre a rendere propri e ottimi dipinti nati dalla rivisitazione di lavori altrui.
La pittura del Previtali è un elaborato di opere e di soggetti degli artisti migliori del suo tempo, vivere in età giovani la bottega del Bellini gli permise di avvicinare grandi lavori degli artisti che vivevano e visitavano la città lagunare, tra questi le opere di Albrecht Dürer, le due tavolette del Previtali furono esposte a Milano nel Palazzo Reale, nella mostra allestita per l'artista tedesco nel 2018.

## Descrizione
Le quattro tavolette raccontano l'incontro tra il pastore Tirsi con l'infelice Damone per il suo non corrisposto amore per Amarilli e riprendono l'arte del Giorgione che seppe ricreare la poesia di poeti quattrocenteschi, così come i suoi epigoni rappresentando scene poste in campagne ideali, incontaminate e abitate da pastori che sanno di poesia. 
La prima tavoletta raffigura Danone con una lira poggiata sulla gamba sinistra, seduto, sognante, veramente immalinconito. Accanto a lui un gregge indica la vicinanza del relativo pastore. L'ambiente è quello che era definito nei paesaggi lacunari che proponevano le opere di Virgilio e Teocrito, locu amoenus composto di alberi e colline in prossimità della torre di un castello, mentre in lontananza un'anonima città torrita e protetta dalle mura e posta sul fondo valle, oltre l'azzurro dei monti e di un cielo terso, dove una nuvola bianca non nasconde altre che la serenità di quel tempo.

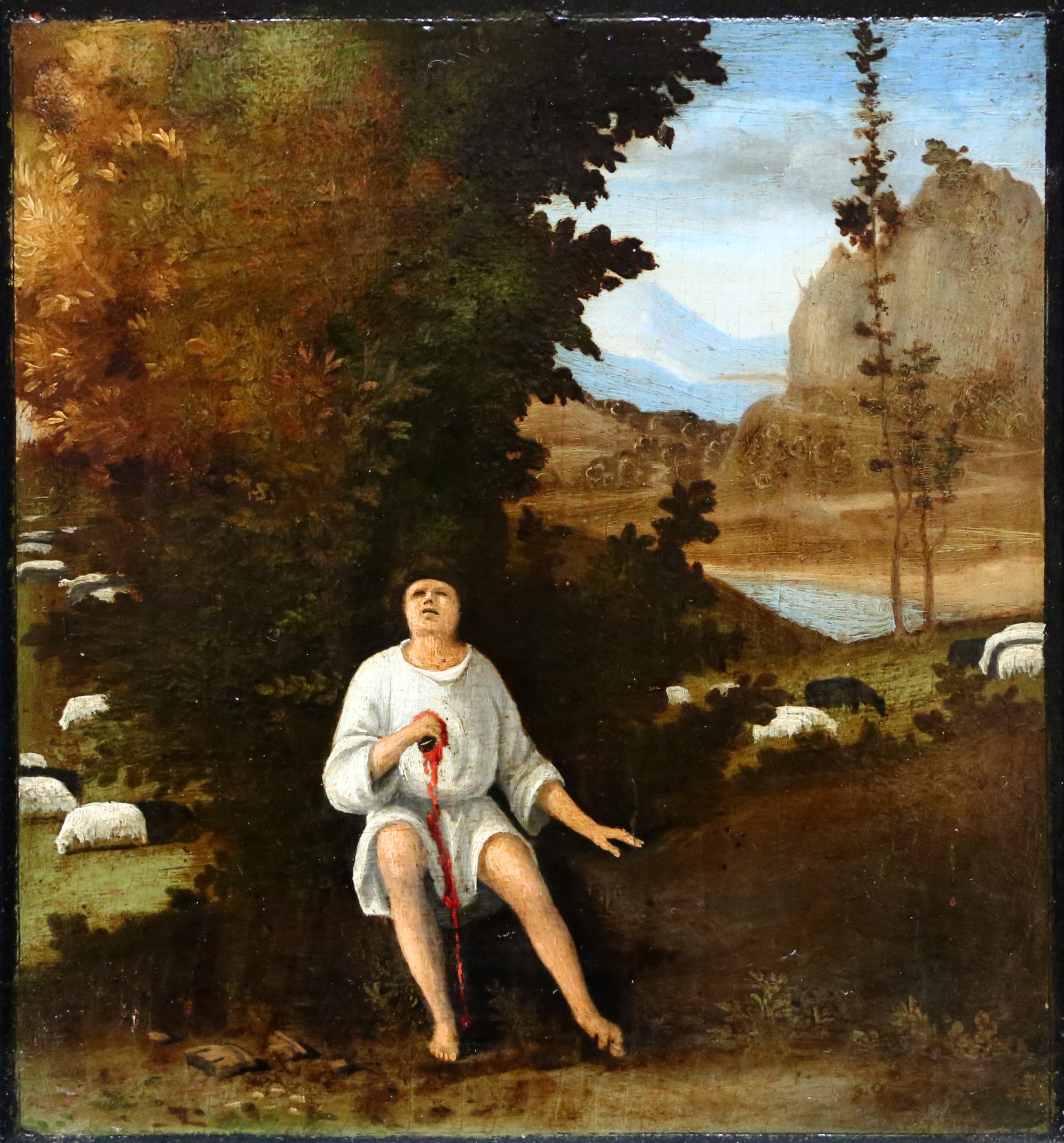
Andrea Previtali, scene dalle egloghe di tebaldeo, la storia di Damone

La seconda tavoletta raffigura l'incontro del giovane con il pastore Tirsi che vuole conoscere il motivo della sua tristezza, il pastore compare con le sue pecore mentre dietro il paesaggio ha perso quell'impronta di umanità che erano le torri cittadine.  Nella terza Danone, restato solo, si uccide colpendosi con un coltello nel cuore. Damone siede nell'ombra mentre oltre lui stridono i colori caldi del paesaggio autunnale non lo avvolgono. La drammaticità del momento il Previtali la addolcisce con i colori caldi di un paesaggio lirico, il dolore che nasce dall'amore non ha il colore della rabbia, e l'artista è riuscito a dare umanità a un gesto che è la mancanza assoluta di comprensione umana.

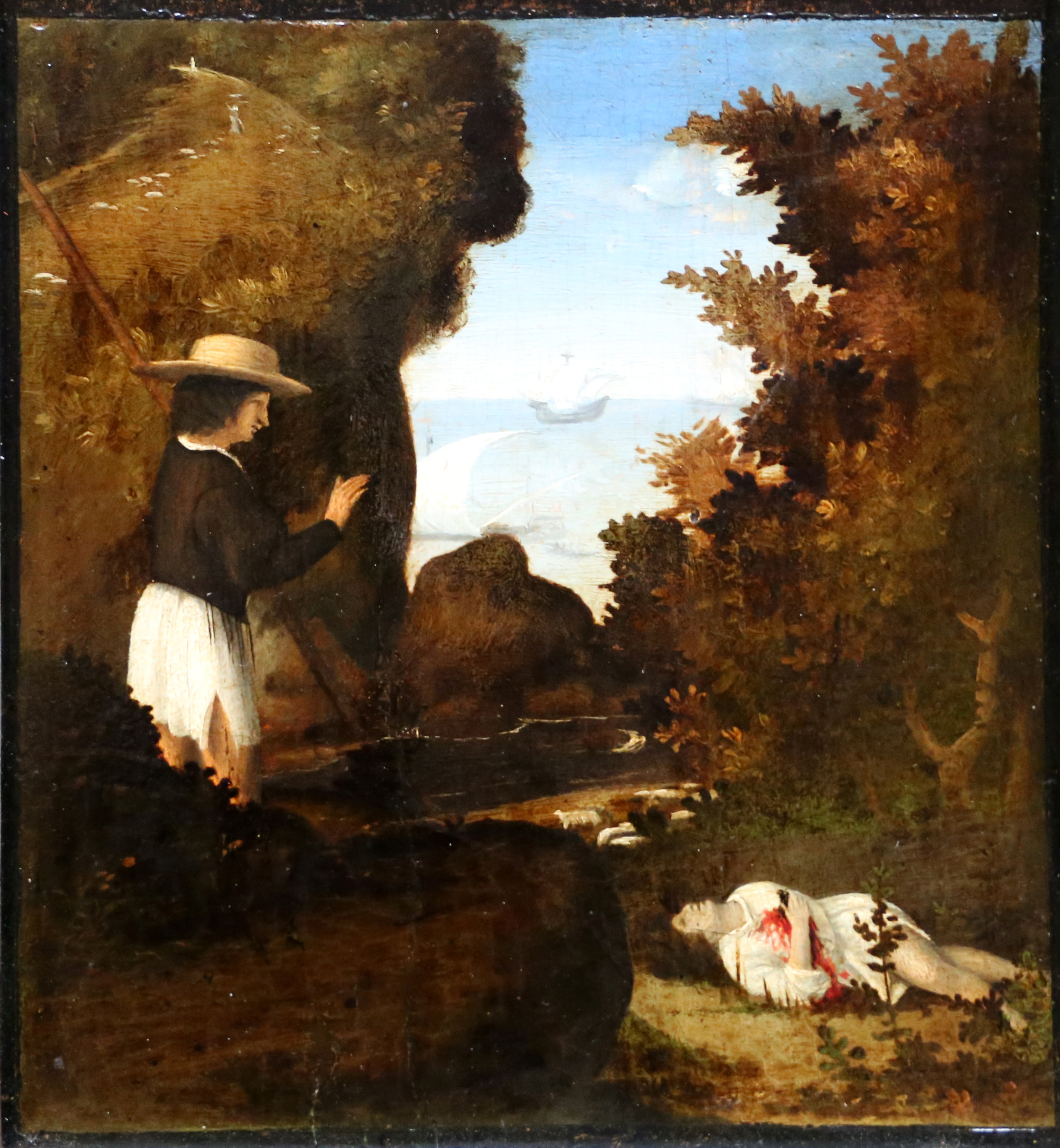
Tirsi trova il corpo di Damone

Così il quarto quadretto, che porta riflessione. Damone giace ormai privo di vita, accanto a lui le pecore che continuano a brucare l'erba ignari che sia macchiata dal sangue, la vita che continua. Accanto a lui Tirsi, il pastore dagli abiti strappati, lo guarda, sembra volerlo salutare. Tutto è serenità, anche le navi sullo sfondo, hanno le vele gonfiate dal vento, sono una rappresentazione serena. 
Il Previtali riuscì quindi a riprodurre una storia senza dover inserire didascalie esplicative, e dandone la giusta malinconia che allontana la drammaticità del momento. La natura forse è la protagonista maggiore. Lei infatti resta indifferente, imperturbabile davanti alla storia degli uomini, perché la storia del mondo continua sempre e comunque con il suo inesorabile ritmo.